# Hiroaki Hirata
Hiroaki Hirata (jap. 平田 広明 Hirata Hiroaki; ur. 7 sierpnia 1963 w Tokio) – japoński seiyū, związany z grupą teatralną Gekidan Subaru.
Jego najbardziej znaną rolą jest Sanji (One Piece), Sha Gojyo (Saiyuki) oraz narrator Digimon Adventure. Oficjalnie użycza także głosu Johnny'emu Deppowi.

## Role głosowe
Ważniejsze role są pogrubione

### Seriale anime
- Ashita no Nadja (Karuro)
- Ayakashi (Iemon Tamiya)
- Air Gear (Aeon Clock)
- B: The Beginning (Keith Kazama Flick)
- Banana Fish (Max Lobo)
- Black Lagoon (Benny)
- CANAAN (Santana)
- Claymore (Rubel)
- DearS (Xaki)
- Digimon Adventure (Narrator, Leomon, Shellmon, Hagurumon, Megadramon, Hiroaki Ishida)
- Digimon Adventure 02 (Narrator, Takeru (dorosły), Hiroaki Ishida)
- Digimon Adventure tri. (Narrator)
- Digimon Tamers (Leomon)
- Elfen Lied (Profesor Kakuzawa Yu)
- Hajime no Ippo (Okita Keigo)
- Gaiking (John)
- Ghost in the Shell: S.A.C. 2nd GIG (Gino)
- Great Teacher Onizuka (Gibayashi)
- Hanbun no Tsuki ga Noboru Sora (Goro Natume)
- InuYasha (Suikotsu)
- Kaidan Restaurant (Ghastly Garçon (kelner))
- Kekkaishi (Kaguro)
- Koi wa ameagari no yō ni (Masami Kondō)
- Tiger & Bunny (Kotetsu T. Kaburagi / Wild Tiger)
- Kinnikuman Ni-sei (Ninja)
- Kyo Kara Maoh! (Geigen "Hube" Huber)
- L/R: Licensed by Royalty (Jack Hofner)
- Marvel Anime: Iron Man (Ho Yinsen)
- Naruto (Genma Shiranui)
- Naruto Shippūden (Genma Shiranui)
- One Piece (Sanji, Carue, Piechu, Demaro Black)
- Ojamajo Doremi (ojciec Yada, Kenzo Asuka (ojcier), etc.)
- Petite Princess Yucie (Frederick)
- Saiyuki (Sha Gojyo)
- Sayonara no Asa ni Yakusoku no Hana o Kazarō (Baro)
- Senkō no Night Raid (Takachiho Isao)
- Sword Art Online (Klein / Ryōtarō Tsuboi)
- Transformerzy: Cybertron (Live Convoy, Gasket, ojciec Lori)
- Uchū kyōdai (Mutta Nanba)
- Xenosaga: The Animation (Allen Ridgely)
- Zaion: I Wish You Were Here (Chanpia)

### OVA
- Saiyuki Requiem (Sha Gojyo)
- Hellsing Ultimate OVA (Pip Bernadotte)

### Gry komputerowe
- Ace Combat 5: The Unsung War (Albert Genette)
- Dissidia 012 Final Fantasy (Laguna Loire)
- God Eater (Rindou)
- Final Fantasy XII (Balthier)
- Heavy Rain (Norman Jayden)
- Kingdom Hearts II (Kaptan Jack Sparrow)
- Namco × Capcom (Bruce McGivern)
- One Piece (Sanji)
- Sonic and the Black Knight (Caliburn/Excalibur)
- Xenosaga (Allen Ridgely)
- Tales of Innocence (Ricardo Soldato, Hypnos)